# Marsund
Marsund är ett långsmalt sund som skiljer kommunerna Hammarland och Eckerö på Åland. Landskapsväg 1 korsar sundet över en vägbro, ön Öra och en vägbank. När den första bron över sundet togs i bruk 23 november 1959 upphörde Eckerö att vara skärgårdskommun. En ny bro färdigställdes 2000. Innan broarna trafikerades sundet av en färja.

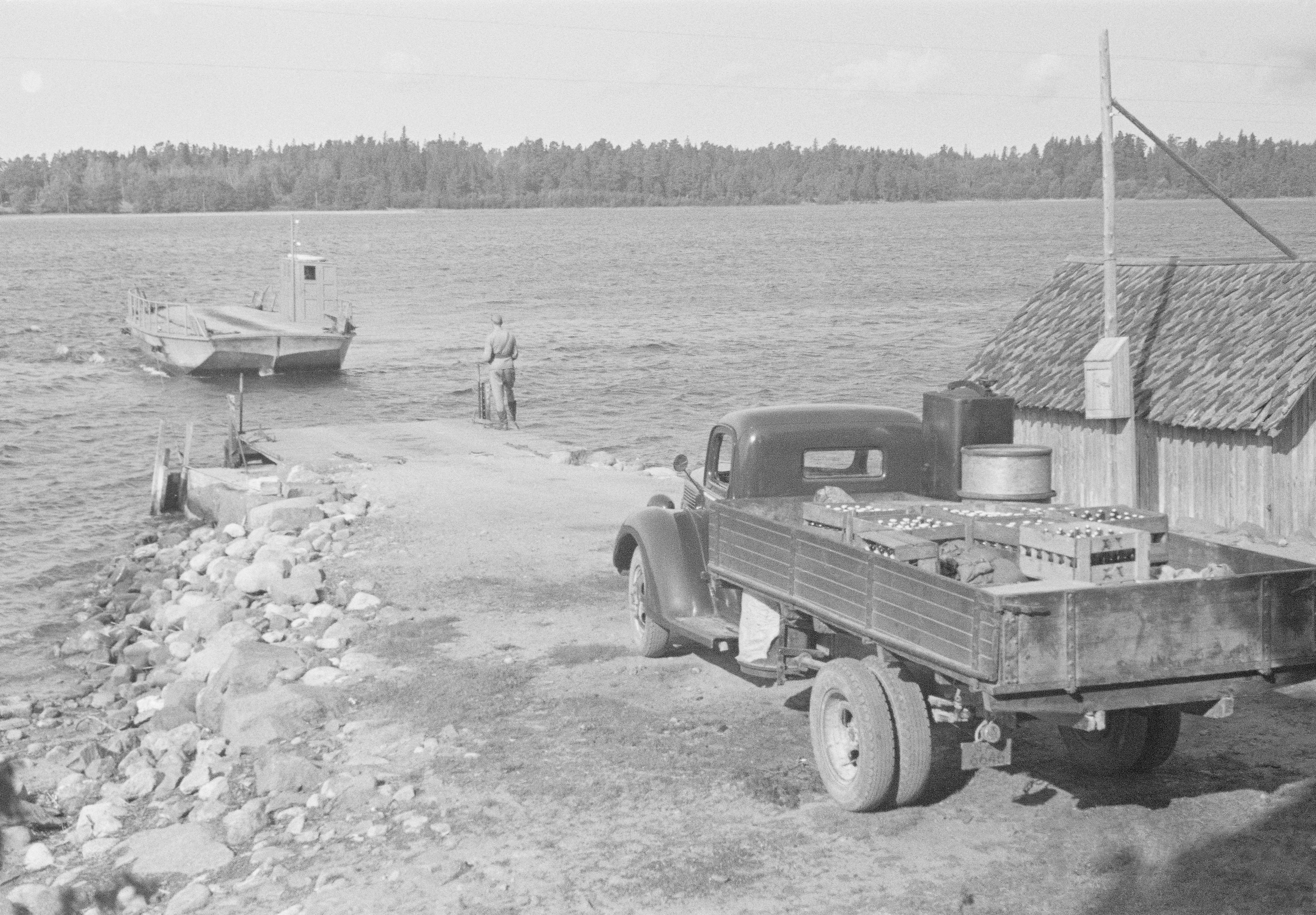
Varutransport över sundet under andra världskriget. Lastbil väntar på färjan till Eckerö.

Marsund kantas av byarna Marby i Eckerö på den västra sidan och Frebbenby i Hammarland på den östra.
I sundet finns de större öarna Borgö, Kappalö, Öra, Fågelö och Svartnö.